# قرقره رومکروف

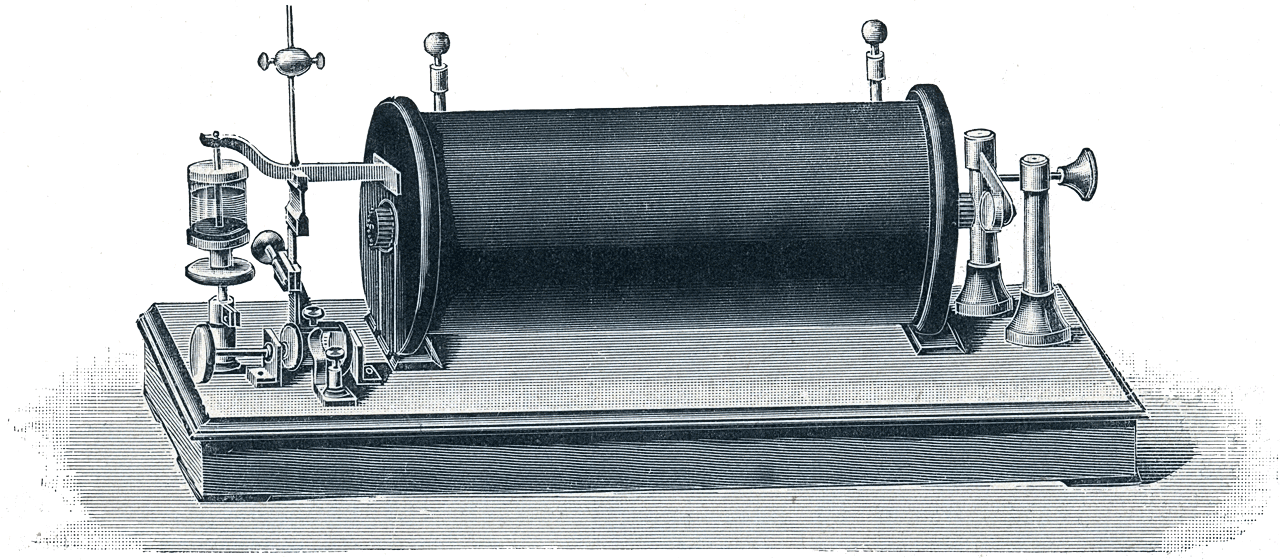
نمایی از طرح‌وساختار سیم‌پیچ القایی (قرقره روهمکورف)

سیم‌پیچ القایی (انگلیسی: Induction coil) سیم‌پیچ صاعقه، «سیم‌پیچ مولّد جرقه» و قرقره روهمکورف (به افتخار توسعه‌دهنده آن هانریش دانیل روهمکورف) گونه‌ای از ترانسفورماتورهای الکتریکی است. این ترانسفورماتور از ولتاژ پایین و جریان مستقیم، پالس (ضربان) ولتاژ بالا تولید می‌کند. برای ایجاد شار متغیر که برای ایجاد ولتاژ در سمت ثانویه ترانسفورماتور الزامی است از کلیدی به نام اینترروپتر استفاده می‌شود. این کلید مرتباً ولتاژ را در سمت اولیه، قطع‌ و وصل می‌کند تا شار متغیر در سیم‌پیچ اولیه ایجاد شود. حال اینکه این شار متغیر می‌تواند در ثانویه ترانسفورماتور ولتاژ القا کند.
سیم‌پیچ اولیه این از تعداد کمی دور ده‌ها یا صدها دور تشکیل می‌شود اما ثانویه آن دارای هزاران دور است.